# 민영익
민영익(閔泳翊, 1860년 ~ 1914년, 중국 상하이)은 조선의 정치인이다. 처음에는 온건 개화파 정치인이었다가 갑신정변 전후로는 조선 말기 민씨 외척 정권의 주요 인물이 되었다. 경기도 출신이며 명성황후의 친정 일족이었다. 자(字)는 우홍(遇鴻), 호는 운미(雲楣) 또는 죽미(竹楣)·원정(園丁)·천심죽재(千尋竹齋)이며, 본관은 여흥이다.

## 생애

### 출생과 가계
민영익은 1860년 민태호의 독자로 태어났다. 그의 집안은 7대조 민유중의 딸이 숙종 계비로 책봉되면서 중앙 정계의 핵심 세력으로 떠올랐지만, 고조부가 예조판서를 지낸 이후로는 권력에서 점차 소외되었다. 민영익이 태어났을 때, 민태호는 동생 집에 얹혀살면서 콩죽으로 간신히 연명하는 처지였다. 흥선대원군의 본부인인 여흥부대부인이 있었으나 그녀는 민태호, 민규호와 촌수가 멀었고, 대원군 역시 척신을 미워하여 별 혜택을 볼 수 없었다.
결국 민태호의 부친, 즉 민영익의 조부의 초상 때 관을 살 돈이 없어 시신을 짚자리로 말아 출상했을 정도로 가난했다. 간고했던 민영익의 집안에 서광이 비치기 시작한 것은 그가 7세 되던 해인 1866년 민치록의 딸이 왕비로 책봉되면서부터였다. 민비 책봉 이전 몇 안 되는 과거 합격자였던 그의 숙부 민규호는 일약 권력의 핵심으로 떠올랐고, 1870년 그의 부친도 과거에 합격해 벼슬길에 올라 승승장구했다.
유년기를 몰락한 양반집안의 후예로 보냈던 민영익도 10대에 접어들면서 권문세가의 후예로 신분이 상승했다. 1874년 당시 민왕후(민비)의 오빠 민승호가 집으로 배달된 의문의 소포가 폭발해 사망했다. 아무리 비록 양자였지만 민승호는 민치구의 아들로 태어나 민치록에게 입양된 명성황후의 유일한 혈육이었다.

### 민씨 세도가의 수장
고종은 민승호에게 충정이란 시호를 내렸다. 그런데 민승호에겐 뒤를 이을 아들이 없어서 왕후(민비)는 가까운 친척을 배척하고 촌수가 좀 먼 민태호의 아들 민영익을 양자로 삼겠다고 했다. 그러자 민태호는 반대하였고 그의 동생 민규호가 형을 협박했다. "천의(왕후의 뜻)를 어찌 감히 어기겠습니까? 양자를 보내어 함께 부귀를 누리는 것도 좋지 않겠습니까?" 그래서 민태호의 아들 민영익은 민승호의 양자로 들어갔고, 뒤이어 민규호는 이조판서 겸 도통사가 되었다.
민씨 척족의 수장으로 세도를 부리던 민승호가 갑자기 폭사하자, 사람들은 흥선대원군을 의심하였다. 그러나 민승호와 그의 아들이 동시에 폭사했으므로 민씨 일족들은 자신의 아들을 민승호의 사후 양자로 세우기 위해 각자 암투와 경쟁을 벌였다. 하지만 왕후(민비)는 만약을 대비하여 오빠의 사후 양자로 민영익을 일찌감치 점지해둔 상태였다. 민태호는 아무리 일가라지만 하나뿐인 아들을 양자로 줄 수 없다고 버텼지만, 민규호 등과 민비의 거듭된 설득으로 허락할 수밖에 없었다. 민태호는 품에서 아들을 잃은 대신 권세를 손아귀에 움켜쥐었다. 왕후(민비)는 친정아버지의 제사를 받드는 유일한 혈육인 민영익을 끔찍이 아꼈다. 촌수로는 조카였지만, 나이 차이가 9세밖에 나지 않았기 때문에 친동생처럼 친하게 대했다.

### 정치 활동

#### 온건 개화파 활동
고종 때인 1877년 문과 급제 후 동도서기적 개화 정책을 지지하면서 별기군의 운영 책임을 맡았다. 이조참의·경리통리기무아문군무사당상(1881년)·군무변정기연사당상(軍務邊情譏沿司堂上) 협판통리아문사무(協辦通理衙門事務)를 역임했다. 1884년 갑신정변 때 민씨 척족의 거물로 지목되어 왼쪽 얼굴을 칼에 맞아 크게 다치고 오른쪽 귀가 잘리고 칼 33방을 맞았지만 알렌의 치료로 목숨을 건졌다.

#### 외교 활동

1883년 9월 미국에 파견된 조선의 보빙사절단원, 앞줄 왼쪽 두 번째와 세 번째가 홍영식, 민영익, 왼쪽 세 번째가 유길준

권지 협판교섭통상사무로 톈진에 파견되어 해관사무를 교섭하다가 23세이던 1883년 5월 푸트 주한(駐韓) 미국 공사가 조선에 부임하자 그해 7월 고종은 미국으로 보빙사(報聘使:답례 사절)를 파견한다. 민영익은 보빙사의 정사 및 전권대신이 되어 사절단을 이끌고 미국을 방문하였다. 태평양을 건너고 샌프란시스코를 시작으로 미주 대륙을 횡단한 다음 뉴욕에서 체스터 아서 미국 대통령과 회동하고 국서를 전하였다. 보스턴 등 각지를 순회하고 유럽을 거쳐 귀국하였다.
중도 개화파의 후원자였으며, 1883년 보부상을 단속하는 혜상공국(惠商公局) 총판이 되기도 했다. 1884년 10월에 친군영(親軍營)이 실시되면서 우영사(右營使)를 역임했다. 친일적 급진 개화파와 갈등이 생겨 1884년 김옥균 등 급진 개화파가 갑신정변을 감행할 때 가장 먼저 자객의 기습으로 칼에 맞아 중상을 입었으나 독일인 묄렌도르프에게 구출되어 미국인 의사 알렌에게 치료를 받고 구사일생으로 회생하였다. 일본에 망명 중인 김옥균·서광범 등을 암살하기 위하여 자객을 밀파한 일도 있었다.

### 망명과 죽음
그 뒤 1885년 군국기무아문 협판, 병조 판서, 한성 판윤, 이조·형조·예조의 판서를 지냈으며, 1886년 조선 정부의 친러 거청(親露拒淸) 정책에 반대하여 위안스카이(원세개)에게 이를 밀보했다가 자신의 입장이 난처하여 영국령 홍콩으로 망명했다.
뒤에 귀국하여 1889년 판의금부사·1894년 선혜청 당상이 되었다. 대한제국이 성립하자 1898년 의정부 찬정이 되었고, 1905년 을사늑약이 성립하자 고종 폐위 음모에 관련되어 홍콩으로 망명, 1910년 한일 병탄소식을 들었음에도 귀국하지 않았다. 그는 상하이에서 체류하다 1914년 죽었다.

### 기타
그는 한때 오스트리아-헝가리 제국 측의 권유로 주(駐)오스트리아-헝가리 제국 대사로 일한 적도 있었다. 행서를 잘 썼으며 묵란도에도 능하였다.

## 사진

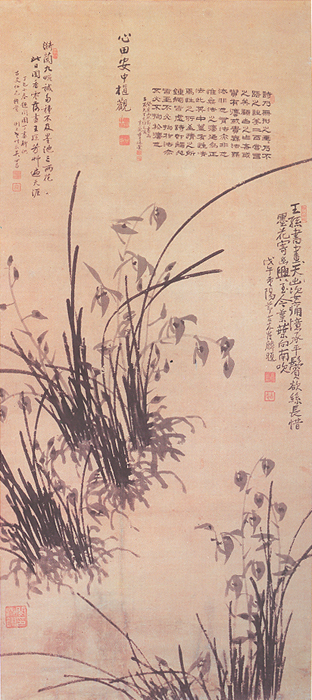
민영익이 그린 〈노근묵란(露根墨蘭)〉

## 가족 관계
- 친조부 : 민치삼(閔致三)
  - 친아버지 : 민태호(閔台鎬, 1834년 ~ 1884년)
    - 동생 : 순명효황후 민씨 (1872년 ~ 1904년)
    - 매제 : 순종 (1874년 ~ 1926년)
- 양조부 : 민치록(閔致祿, 1799년~1858년)
  - 양아버지 : 민승호(閔升鎬, 1830년 ~ 1874년)
  - 양어머니 : 김재정(金在廷)의 딸
    - 아들 : 민정식(閔庭植, 1897년~ 1952년)
      - 손자 : 민병해(閔丙海, 1925 ~1945), 실종
      - 손자 : 민병호(閔丙湖, 1926 ~ )
      - 손녀 : 남양인, 홍기현(洪基賢)에게 시집감
      - 손녀 : 광산인, 김광일(金光日)에게 시집감
      - 손녀 : 제주인, 고석준(高錫俊)에게 시집감

## 같이 보기
| - 명성황후 - 순명효황후 - 갑신정변 - 개화파 - 박규수 - 박정양 - 박영효 - 서광범 - 서재필 - 김옥균 - 안경수 - 유길준 - 이상재 - 이완용 | - 고종 - 박영교 - 이동인 - 윤웅렬 - 윤치호 - 오경석 - 오세창 - 유대치 - 이동녕 - 이상재 - 이승만 - 양기탁 - 이시영 - 홍영식 | - 민겸호 - 민승호 - 민규호 - 민태호 - 민영목 - 민영환 - 박정양 - 박영교 - 박중양 - 흥선대원군 - 안경수 - 이준용 - 서재창 |

## 민영익이 등장한 작품
- 홍요섭 - 1982년 풍운 KBS1
- 남성훈 - 1982년 이용익 MBC
- 윤순홍 - 1990년 조선왕조 오백년 - 대원군 MBC
- 김용준 - 1996년 찬란한 여명 KBS1
- 김광영 - 2002년 명성황후 KBS2
- 장현성 - 2010년 제중원 SBS
- 오민석 - 2014년 조선 총잡이 KBS2
- 안재모 - 2016년 장사의 신 - 객주 2015 KBS2

## 참고 문헌
- 고종실록
- 순종실록
- 일성록
- 고종시대사